# Grand Moff Tarkin
Grand Moff Governor Wilhuff Tarkin är en rollfigur i Stjärnornas krig-universumet och en av huvudskurkarna i filmen Stjärnornas krig där han spelades av den brittiske skådespelaren Peter Cushing. En yngre Tarkin hade en kort cameo i prequelfilmen Star Wars: Episod III - Mörkrets hämnd, där han spelades av Wayne Pygram. I filmen Rogue One: A Star Wars Story spelas Tarkin av Guy Henry. Däremot animerades hans ansikte med CGI för att återskapa utseendet av Cushing.

## Medverkan
Tarkin är Imperiets guvernör med befäl över de Yttre Territorierna (Outer Rim Territories). Han är en av Kejsarens mest lojala administratörer och var ansvarig för byggandet av den första Dödsstjärnan.

### Filmerna
Tarkin syns kort i slutet av Episod III - Mörkrets hämnd. Emellertid varken pratar han eller blir tilltalad i denna roll, och han syns endast gående iväg från kejsare Palpatine för att ge plats åt Darth Vader på bryggan på ett kommandoskepp.
Tarkin är en av huvudskurkarna i Stjärnornas krig, där han för befälet på Dödsstjärnan. Han är ansvarig, tillsammans med Vader, för jakten på Rebellalliansens spioner vilka stal rymdstationens ritningar. I slutändan hotar han prinsessan Leia Organa med att förgöra hennes hemplanet Alderaan om hon inte avslöjar platsen för Rebellbasen. När hon till slut avslöjar platsen låter han ändå förinta planeten. Senare låter han Dödsstjärnan attackera basen. Emellertid hade Leia lett dem till Dantooine, när basen egentligen fanns på Yavin IV. Tarkin dödas senare när Dödsstjärnan förintas av rebellerna i slutstriden.
Tarkin är en av de få personer som är medvetna om att Darth Vader en gång var Anakin Skywalker, sett till hans kommentar i Stjärnornas krig då han påstår att Vader är det enda som är kvar av jedireligionen. Han vet också att Obi-Wan Kenobi var Anakins jedimästare.

## Skådespelare
I Episod III - Mörkrets hämnd porträtteras Grand Moff Tarkin av Wayne Pygram.
I Rogue One porträtteras Grand Moff Tarkin av Guy Henry.
I Stjärnornas krig porträtteras Grand Moff Tarkin av Peter Cushing.